# Kirchenschließung

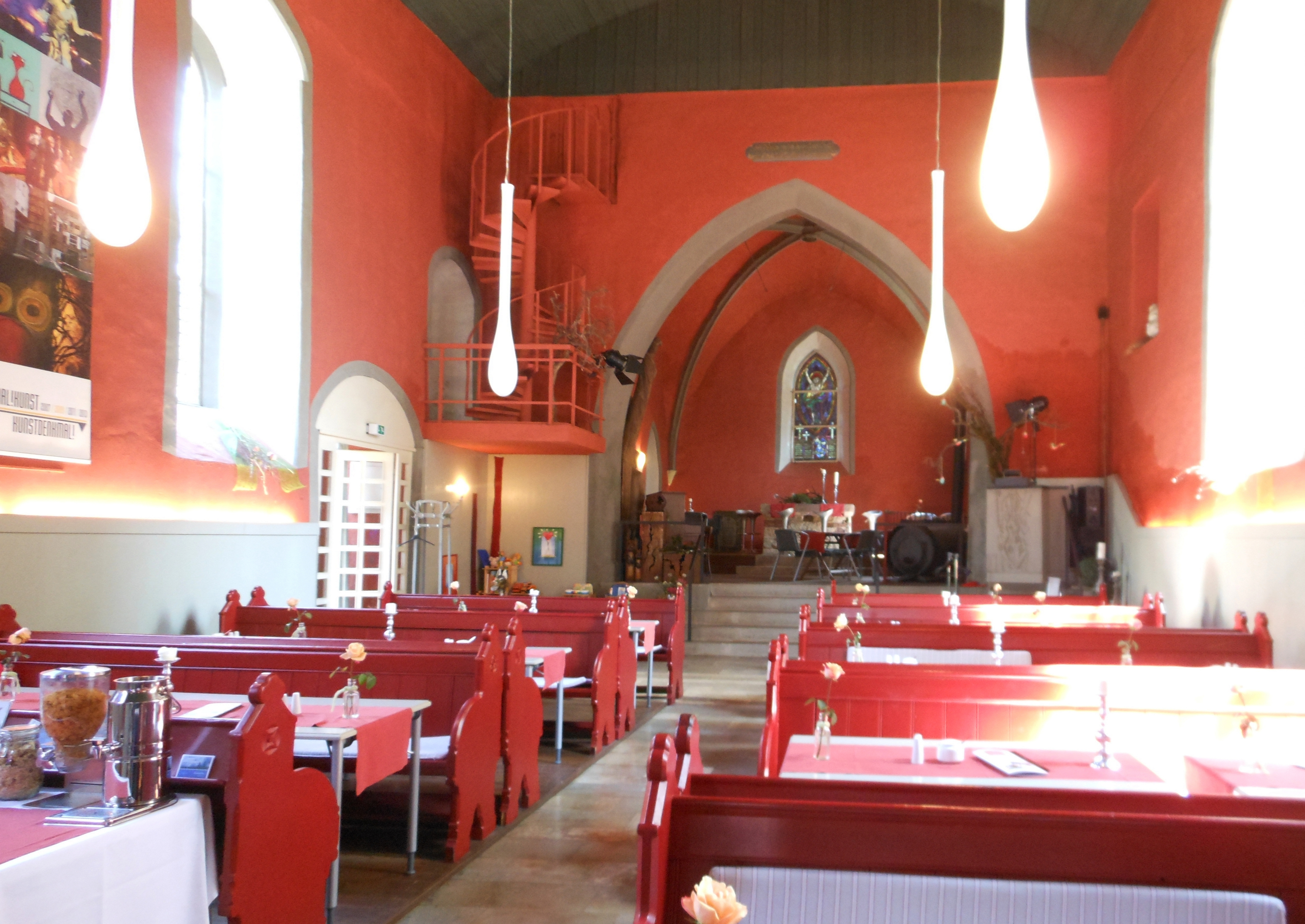
Innenraum der Aegidienkirche in Hann. Münden, 2006 entwidmet, seit 2010 Café Aegidius

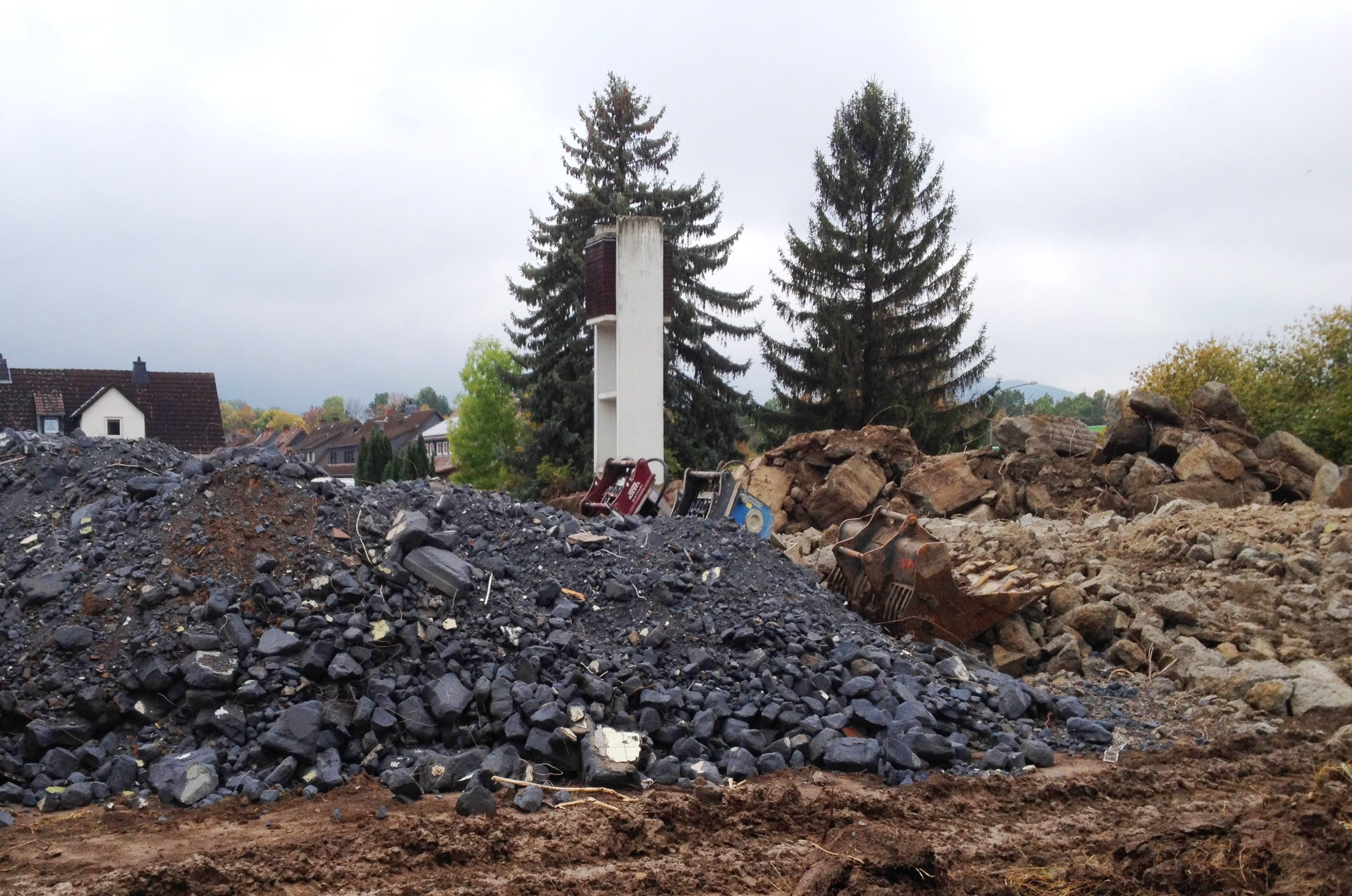
Grundstück der St.-Barbara-Kirche in Goslar-Sudmerberg nach dem Abriss (Oktober 2019)

Eine Kirchenschließung ist das Ende der Nutzung einer Kirche als sakrales Gebäude. Die Aufgabe eines Kirchengebäudes ist in der Regel mit einem gottesdienstlichen Akt verbunden, der in der römisch-katholischen Kirche als Profanierung und in den evangelischen Kirchen als Entwidmung bezeichnet wird. Vor einem Abriss wird häufig nach Umnutzungsmöglichkeiten Ausschau gehalten. Dafür gibt es in den einzelnen Kirchen unterschiedliche Vorschriften und Empfehlungen.
Die Schließung einer Kirche kann verschiedene Gründe haben, so etwa der Umzug in ein anderes Gebäude, Geldmangel auf Grund von rückläufigen Kirchensteuereinnahmen, demographischer Wandel, die Schließung eines Klosters, Umstrukturierungspläne innerhalb eines Bistums oder einer Landeskirche oder der Rückgang der Besucherzahlen von Gottesdiensten. Auch bei großflächigen Umsiedlungen wie der Errichtung von Talsperren und bei der Anlage von Tagebauen kommt es zu Kirchenschließungen. Mitunter erfolgt der Neubau einer Kirche oder Kapelle im Umsiedlungsgebiet.

## Historische Kirchenschließungen
Temporäre Kirchenschließungen waren insbesondere während der größeren Kriegsereignisse sowie bei Besetzungen und Einquartierungen durch Armeen üblich. Kirchen wurden zu Pferdeställen, Lazaretten und anderem umfunktioniert. Auch die Umwidmungen von Kirchen in der islamischen Episode Europas oder der sozialistischen Zeit wurden mittlerweile größtenteils wieder beendet und erwiesen sich somit als temporär.

### Islamische Expansion
Die Islamische Expansion bedeutete das Ende der christlichen Herrschaft in Nordafrika, dem vorderen Orient und in Spanien. Im religiösen Bereich waren die Araber anfangs relativ tolerant: Anhänger der Buchreligionen – also insbesondere Christen – mussten eine spezielle Kopfsteuer (Dschizya) entrichten, durften ihren Glauben behalten, jedoch nicht in der Öffentlichkeit ausüben und keine Waffen tragen bzw. wurden auch nicht zum Wehrdienst einberufen. Dieser Status wird als Dhimma bezeichnet. Abgesehen von Übergriffen während der Eroberungszüge, kam es erst später (so spürbar im 9. Jahrhundert, wo Kirchen geplündert und zerstört wurden) zu größeren Ausschreitungen von Seiten der Moslems. Ebenso nahm später auch die Steuerbelastung zu. Eine wichtige Quelle für diese Repressionen stellt unter anderem die Chronik des Pseudo-Dionysius von Tell Mahre dar. Auch wenn Christen geduldet wurden, gingen im Laufe der Jahrhunderte, durch die Nachteile des Bekenntnisses zur christlichen Religion, die weitaus größte Zahl der Kirchengemeinden unter. Die Diözesen wurden zu reinen Titulardiözesen, die Kirchen wurden geschlossen.
Die Kreuzzüge und die Reconquista führten umgekehrt zu einer Reduzierung und Beendigung des islamischen Lebens in den für das Christentum zurückgewonnenen Ländern. Am Beginn der Neuzeit war es die Expansion des Osmanischen Reiches, das zu einer Zurückdrängung des Christentums und damit zu Kirchenschließungen in den eroberten Ländern Europas führte. Zahlreiche Kirchen wurden zu Moscheen umgewandelt, darunter die Hagia Sophia in Istanbul (Türkei, damals Konstantinopel im Byzantinischen Reich), die Sophienkirche in Ohrid (Mazedonien) oder die Matthiaskirche in Budapest.

### Wüstungsperiode
Im Spätmittelalter kam es in Mitteleuropa zur sogenannten Wüstungsperiode, einem Prozess, der verschiedene Ursachen hatte, aber insbesondere durch die spätmittelalterliche Agrarkrise, die Pest, Naturkatastrophen und Kriege ausgelöst wurde. Die Sakralbauten der Orte blieben oft unangetastet stehen und waren später die letzten Zeugen der Dörfer. Dangelsdorf (Brandenburg) fiel zum Beispiel im 14. Jahrhundert wüst, wofür sowohl die Pest als auch das katastrophale Magdalenenhochwasser 1342 als Gründe angenommen werden. Die seitdem nicht mehr genutzte Kirche verfiel langsam, hat sich aber bis heute als Ruine erhalten. Im wenige Kilometer südlich zu findenden Schleesen (Sachsen-Anhalt) setzte der Wüstungsprozess im späten 14. Jahrhundert ein; die aufgegebene Kirche steht heute nur noch als Ruine im Wald. Von der Wüstungskirche beim Hof Harmuthshausen oder der Wüstungskirche bei Asche ist nur noch das Fundament vorhanden.
Die Pirkenreuther Kapelle ist das letzte Zeugnis des während der Hussitenkriege im Jahr 1430 zerstörten Dorfes. Sie wurde zunächst erhalten, aber später geschlossen und zum Großteil abgerissen. Leisenberg (Niedersachsen) wurde letztmals 1449 erwähnt und fiel spätestens nach 1460 wüst. Die Pfarrstelle blieb aber zunächst bestehen und erst 1618 entfernte man u. a. die Glocken und Teile des Inventars. Bei einigen Orten wurde die Wüstungskirche zum Gotteshaus eines benachbarten Dorfes, etwa im Fall von Nietleben (Sachsen-Anhalt), wo die westlich vom Ort zu findende Kirche von Granau erst 1886 aufgegeben wurde, nachdem Nietleben einen Kirchneubau erhalten hatte. Die Glocke der Kirche wurde ins Schulhaus von Nietleben überführt, die ehemalige Kirche wurde eine Friedhofskapelle und später eine Gedenkstätte. Die Mehrzahl dieser aufgrund der Entvölkerung aufgegebenen Kirchen ist hingegen nicht mehr erhalten (etwa in Remmigheim oder Vöhingen).

### Reformation und Säkularisation
Auch die Reformation führte zu zahlreichen Kirchenschließungen. Mancherorts wurden wie bei den Goslarer Unruhen 1527 Kirchen im Zuge von Aufständen oder Bilderstürmen zerstört. Meistens wurden Kirchen, die für den evangelischen Gottesdienst nicht mehr genutzt werden konnten, geschlossen. Diese betrafen insbesondere Kapellen und Klosterkirchen. Da es häufig mehr Klöster und Kapellen in einer Stadt gab, als Pfarrkirchen gebraucht wurden, wurden die überzähligen Gebäude als Ställe oder Lager verwendet oder auch als Steinbrüche genutzt. So verschwanden in Halle (Saale) Kapellen wie die Martinskapelle, aus deren Steinen die Friedhofsmauern des Stadtgottesackers erbaut wurden, die Michaeliskapelle am Alten Markt, die zum Wohnhaus umgebaut wurde, und die Kapelle St. Mathiae, die als Garküche diente. Andere Kapellen (St. Nikolai, St. Lamperti, St. Andreae) wurden ebenfalls geschlossen, dann aber verkauft und abgebrochen, um Baumaterialien zu liefern. Ähnlich lässt sich das für fast jede evangelisch gewordene Stadt feststellen. Selbst in dem kleinen Harzstädtchen Wippra wurden zwei der drei Sakralbauten geschlossen und umgewandelt.

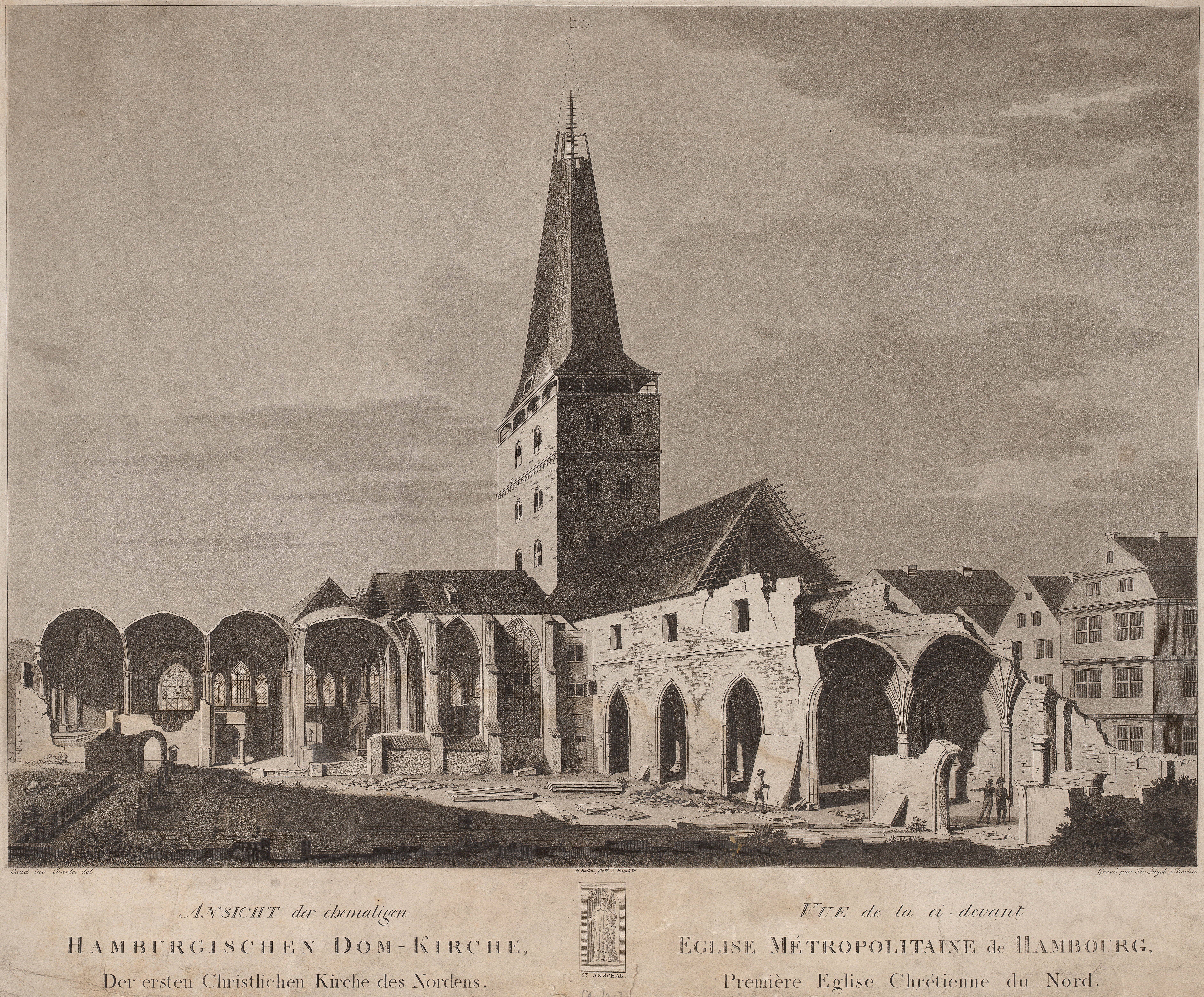
Abriss des Hamburger Doms 1806

Ähnliche Folgen zeigt die Säkularisation in Bayern in den Jahren 1802–1803, etwa in Bamberg, wo – ähnlich wie in Halle 300 Jahre zuvor – zahlreiche Kapellen und Klöster geschlossen und verkauft wurden. Im Reichsdeputationshauptschluss von 1803 wurden geistliche Territorien und reichsunmittelbare Klöster aufgelöst und den weltlichen Staaten einverleibt. Viele dieser Kirchen und Klöster wurden in den folgenden Jahren abgerissen, darunter der Hamburger Dom.

### Kriege
Temporäre Kirchenschließungen sind in den Kriegsgebieten immer wieder zu beobachten. So wurde im Siebenjährigen Krieg die Liebfrauenkirche in Frankenberg im Jahr 1759 zum Lazarett oder die Abtei Marienmünster im Jahr 1761 zum Pferdestall. Ähnliche Vorgänge sind auch aus dem Dreißigjährigen Krieg bekannt.
Während der Franzosenzeit wurden viele Kirchen in den französisch besetzten Gebieten kurzfristig oder auch über mehrere Jahre hinweg zweckentfremdet als Pferdeställe, Munitionslager oder Lazerette. In Hamburg wurde der Pesthof vor der Stadt samt Kirche niedergebrannt, um ein freies Schussfeld zu erhalten. Im Zusammenhang mit der Völkerschlacht bei Leipzig im Jahr 1813 wurde das nahgelegene Halle (Saale) zu einer Lazarettstadt und unter anderem wurden alle Kirchen (außer St. Ulrich) zu Lazaretten umgewandelt. Fotos von Kirchen, die im Ersten Weltkrieg als Krankensäle genutzt wurden, gibt es zum Beispiel aus Montcornet, Chambley oder Frankfurt-Sachsenhausen.

### Sozialistische Staaten
Die Verfolgung der Religionsgemeinschaften in der Sowjetunion, dem Ostblock und den anderen sozialistischen Staaten führte zu einer hohen Zahl an erzwungenen Kirchenschließungen. Trotz Unterstützung aus dem „freien Westen“ wie der Ostpriesterhilfe war es oft nicht möglich, die Kirchengemeinden zu erhalten.
In Russland hatte der Zar besonders großen Einfluss auf die Kirche genommen, da diese ihm seit Peter dem Großen unterstellt war. Nach der Oktoberrevolution wuchs der antireligiöse Druck in der Sowjetunion, denn die Russisch-Orthodoxe Kirche wurde als Verbündeter des alten Systems angesehen, so dass es nicht nur zu vereinzelten Kirchenschließungen kam, sondern zu groß angelegten Aktionen. Mitte der 1920er Jahre formierte sich eine Gruppierung unter Jemeljan Michailowitsch Jaroslawski, aus der schließlich der Verband der kämpfenden Gottlosen wurde, der großen Einfluss besaß. Dieser sah in der Schließung der Kirchen einen der wesentlichen Aspekte des Kampfes gegen die „Ausbeuterklassen“ und verbreitete antireligiöse Propaganda. Ende der 1920er Jahre begannen die Massenschließungen.
Vor der Oktoberrevolution besaß die Russisch-Orthodoxe Kirche im Jahr 1914 54.174 Kirchen und 25.593 Kapellen sowie 1.025 Klöster. Im Jahr 1928 waren es noch über 30.000 Gemeinden, den abgespalteten Erneuerungsbewegungen gehörten noch ca. 9.000 Gemeinden an. Damit ist ein deutlicher Rückgang erkennbar, der zirka 30 Prozent betrug. Allein im Jahr 1928 wurden 534 Kirchen geschlossen, 1929 weitere 1119. In Moskau gab es ursprünglich zirka 500 Kirchen, 1930 noch 224, 1932 nur noch 87. Der Verband der kämpfenden Gottlosen verfolgte intern ab 1932 den Gottlosen Fünfjahresplan (russisch Безбожная пятилетка), der seit 1929 diskutiert wurde. Er sah unter anderem vor, dass bis 1936 die restlichen Gotteshäuser der Sowjetunion geschlossen sein sollten. Jaroslawski hatte bereits 1930 in einem Arbeitsbericht (О пятилетнем плане работы безбожников, deutsch Über den Fünfjahresplan der Arbeit der Atheisten) geschrieben, dass die „Liquidierung … eines bedeutenden Teils der Kirchen“ angestrebt werden müsse.
Eine neue Welle von Schließungen begann 1934 und wurde in der Zeit des Großen Terrors noch massiver, da nun auch die Geistlichen in großer Anzahl verhaftet und häufig ermordet wurden. Da es zudem keine theologischen Einrichtungen mehr gab, konnten diese Ausfälle nicht kompensiert werden. In der Ukraine gab es 1939 nur noch drei Prozent der Kirchen aus der Zeit vor der Revolution. Alle anderen waren geschlossen und teils bereits zerstört. So wurden in Mariupol zunächst alle orthodoxen, katholischen und evangelischen Kirchen geschlossen und dann nach und nach in den 1930er Jahren gesprengt. In ganz Russland gab es 1939 nur noch etwa 100 Kathedral- und Gemeindekirchen. Nur noch vier der einst 163 Bischöfe befanden sich in Freiheit. Erst der deutsche Überfall änderte die Kirchenpolitik Stalins, und der Verband der kämpfenden Gottlosen stellte seine Arbeit ein. Nach dem Krieg konnten etliche der erhalten gebliebenen Kirchen wieder geöffnet werden, zumal nun erste Bischöfe und Priester aus den Lagern entlassen wurden. In der Ukraine und den baltischen Staaten hatte hingegen bereits die deutsche Besatzung die Wiedereröffnung von Kirchen ermöglicht. In diesen Fällen hatten die Schließungen lediglich einige Jahre angedauert.
Viele der profanierten Kirchen in sozialistischen Staaten wurden für andere Zwecke umgenutzt. In der Sowjetunion wurden Klöster zu Gefängnissen umfunktioniert, da sie oft stark befestigt waren, Kirchen zu Lagerräumen und Klubhäusern. Aus der lutherischen St.-Petri-Kirche in Sankt Petersburg wurde beispielsweise eine Badehalle, aus der evangelischen Stephanuskirche in Halle (Saale) ein Bibliothekslager oder aus der St.-Kiliani-Kirche in Mühlhausen für Jahrzehnte das Lager einer Autowerkstatt.

## Situation in Deutschland

### Kirchenabriss im Dritten Reich
Bislang ist folgende politisch motivierte Kirchensprengung belegt:
- Alte Matthäuskirche München

### 1950er und 1960er Jahre in der Bundesrepublik Deutschland
Viele Kirchen waren bei den Flächenbombardements der Alliierten auf deutsche Städte mehr oder weniger zerstört worden. Viele wurden wieder aufgebaut, einige jedoch auch abgerissen.
- Die beschädigte Jerusalemkirche in Berlin-Kreuzberg, anstelle eines mittelalterlichen Vorgängerbaus 1725–1731 erbaut, wurde am 9. März 1961 gesprengt; ein Nachfolgebau entstand 1968 in etwas Abstand.
- Die Ruine der St.-Annen-Kirche in Hamburg-Hammerbrook wurde in den 1950er Jahren abgerissen.
- Die 1944 zerstörte Weißfrauenkirche in Frankfurt am Main wurde 1952 für den Durchbruch der Berliner Straße abgetragen. Eine neue Weißfrauenkirche entstand 1956 etwa einen Kilometer westlich im Bahnhofsviertel.

Als Mahnmal wurden Ruinen stehen gelassen, während teilweise für die Gemeinden neue Gebäude errichtet wurden:
- Die zerstörte Hauptkirche St. Nikolai in der Hamburger Innenstadt wurde durch einen Neubau in Hamburg-Harvestehude ersetzt.
- In Hannover erinnern die Aegidienkirche und die Nikolaikapelle als Ruinen an das Bombardement.

In den 1950er und 1960er Jahren wurden viele Kirchen neu gebaut. Die Zahl der Gläubigen stieg durch die Flucht und Vertreibung Deutscher aus Mittel- und Osteuropa 1945–1950 stark an. Auch kam es zu Ansiedlungen neuer Konfessionen, wenn etwa vertriebene Protestanten in vorher rein katholische Gebiete zogen und dort eigene Kirchen errichteten, was bei Ansiedelung von Katholiken in mit der Reformation protestantisch gewordenen Ortschaften ebenso der Fall war. In von der Industrie geprägten Gebieten kam es zu einem starken Zuzug von Arbeitskräften. Stadtviertel wurden neu errichtet, in denen man auch neue Kirchen baute, da durch die seinerzeit noch hohe Zahl der Gottesdienstbesucher Bedarf bestand. Auch wurden mitunter als Ersatz für vorhandene, aber zu kleine Kirchen Neubauten errichtet, so dass manche Pfarreien schließlich über zwei Kirchengebäude verfügten. Auch erleichterten die im Zuge des Wirtschaftswunders vorhandenen Finanzmittel den Neubau.

### Kirchenabrisse in der SBZ und in der DDR (1945–1988)
Auf Betreiben der SED wurden zur Umsetzung ihrer Politik nach derzeitigem Wissensstand (aktuell: Juli 2024) in der Sowjetischen Besatzungszone (SBZ) bzw. ab 1949 in der DDR mehr als 60 beschädigte wie auch intakte Kirchenbauten abgerissen.
Offiziell ausgelöst von Walter Ulbricht mit seiner „Turmrede“ vom 7. Mai 1953 in Stalinstadt, später: Eisenhüttenstadt („Ja, wir werden Türme haben, zum Beispiel einen Turm fürs Rathaus, einen Turm fürs Kulturhaus. Andere Türme können wir in der sozialistischen Stadt nicht gebrauchen.“) fielen dieser SED-Politik DDR-weit evangelische und katholische Sakralbauten zum Opfer.
Zitate

„Die Sprengung der Jakobuskirche war Ausdruck der kirchenfeindlichen Politik der SED, für die jede gesprengte Kirche einen Schritt auf dem Weg zum Sieg des Sozialismus bedeutete.“

„Es ging diesen kommunistischen Machthabern letztlich nicht um den Baukörper Kirche bei dieser Sprengung, sondern man wollte den Glauben der Menschen aus ihren Herzen sprengen!“

Folgende Kirchengebäude bzw. -ruinen wurden abgerissen:
- 1945: All Saints Church Leipzig, Alte Erlöserkirche Leipzig
- 1947: Dreifaltigkeitskirche Berlin, Nikolaikirche Chemnitz, Kollegienkirche Jena
- 1948: Matthäikirche Leipzig
- 1949: Georgenkirche Berlin, Andreaskirche Berlin, Lazaruskirche Berlin, Erste St. George’s Church Berlin (= Anglikanische Georgenkirche Berlin)
- 1950: Anstaltskirche Krankenhaus Johannstadt Dresden
- 1951: Johann-Nepomuk-Kirche Chemnitz, Lukaskirche Chemnitz, Johanneskirche Dresden, Ehrlichsche Gestiftskirche Dresden, Lutherkirche Magdeburg
- 1952: Anglikanische Kirche Dresden, Bethlehemkirche Potsdam[29]
- 1953: Jakobikirche Dresden
- 1954: Bethlehemskirche Berlin-Mitte
- 1955: Trinitatiskirche Leipzig, Deutsch-Reformierte Kirche Magdeburg
- 1956: Ulrichskirche Magdeburg
- 1957: Markuskirche Berlin, St. Franziskus Xaverius Dresden
- 1958: Andreaskirche Leipzig, Jakobikirche Rostock, Kapelle der Charité Berlin
- 1959: Nikolaikirche Magdeburg, Heilig-Geist-Kirche Magdeburg, Jakobikirche Magdeburg, Martinskirche Magdeburg, Franziskanerkloster Magdeburg, American Church of St John = Amerikanische Kirche Dresden, Stadtkirche Muskau, Kirche St. Jacobi Nordhausen
- 1960: Marienkirche Wismar, Französisch-Reformierte Kirche Magdeburg, Heilig-Geist-Kirche Potsdam
- 1961: Paulikirche Chemnitz, Erlöserkirche Dresden
- 1962: Sophienkirche Dresden, Garnisonkirche Berlin
- 1963: Johanniskirche Leipzig (ausgebranntes Schiff 1949 abgerissen, Turm 1963 gesprengt), Evangelisch-Reformierte Kirche Dresden
- 1964: Katharinenkirche Magdeburg, Luisenstadt-Kirche Berlin, St. Philippus-Apostel-Kirche Berlin, Petrikirche Berlin
- 1965: Dorotheenstädtische Kirche Berlin
- 1967: Gnadenkirche Berlin
- 1968: Paulinerkirche Leipzig (Universitätskirche), Garnisonkirche Potsdam
- 1970: Paulskirche Halberstadt
- 1971: Christuskirche Rostock[30]
- 1972: Domkandidatenstift Berlin
- 1975: Denkmalskirche des Berliner Doms
- 1977: Jakobuskirche Dessau, Kirche St. Nikolai Halberstadt-Langenstein
- 1978: Markuskirche Leipzig, Kirche St. Georg Zweedorf
- 1985: Versöhnungskirche Berlin
- 1988: Franziskuskirche Berlin-Staaken

Die von der SED gesteuerte Kirchenpolitik wirkt zunächst widersprüchlich: So wurde einerseits 1977 die bis dahin von der Gemeinde genutzte Jakobuskirche Dessau gesprengt – und andererseits im selben Jahr das in einem D-Mark-finanzierten Kirchenbauprogramm errichtete St. Nikolai Gemeindezentrum Stralsund-Knieper West eröffnet. Doch bei näherer Betrachtung zeigt sich die schlüssige Partei-Logik: Die Kirchengebäude wurden aus den historischen Ortszentren verdrängt, und für die Kirchenneubauten in Orts-Randlagen gab es D-Mark in Millionenhöhe.

### Kirchenabrisse aufgrund von Wirtschaftsinteressen

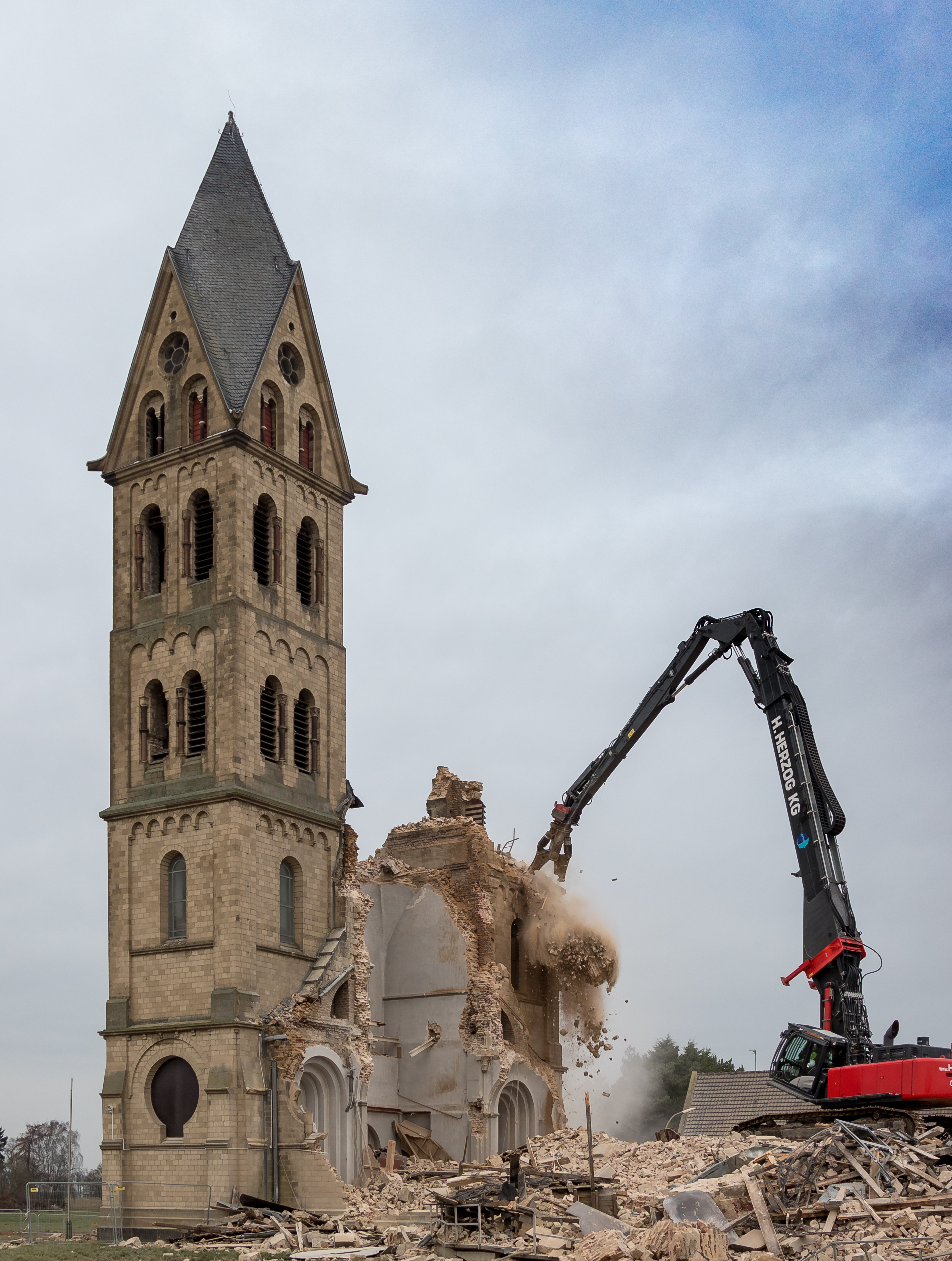
Abriss der St.-Lambertus-Kirche in Immerath für den Braunkohletagebau (2018)

Zahlreiche Ortschaften in Deutschland wurden abgebaggert, wenn Tagebaue – etwa wegen Braunkohle – auf besiedeltes Gebiet ausgedehnt wurden, um die darunterliegenden Rohstoffe zu fördern. Insgesamt wurden in Deutschland allein für den Braunkohlebergbau mehr als 300 Orte devastiert und ca. 100.000 Menschen umgesiedelt. Da früher zu nahezu jedem Ort ein Gotteshaus gehörte, sind aufgrund dieser Wirtschaftsinteressen auch zahlreiche Kirchen abgerissen worden (geschätzt 300).
Im Braunkohletagebau der Region um Leipzig – dem Mitteldeutschen Braunkohlerevier – wurden zwischen 1930 und 2010 deutlich mehr als 50 Kirchen abgerissen. Hier die Übersicht der bekannten Orte mit abgerissenen Kirchen (alphabetisch geordnet nach den Ortsnamen):
- 1965: (Alt)Deutzen
- 1955: Benndorf
- 1955: Blumroda
- 1982: Bösdorf
- 1994: Breunsdorf
- 1972: Cröbern, Peter und Paul
- 2005: Deumen
- 1984: Dobergast
- 2005: Domsen
- 1985: Döbern
- 1967: Döbris
- 1943: Edderitz
- 1987: Eythra
- 1931: Gaumnitz
- 1965: Geiselröhlitz
- 1963: Görnitz
- 1941: Golpa
- 1982: Gremmin
- 2010: Großhermsdorf
- 1967: Großkayna
- 2005: Grunau (Hohenmölsen)
- 1969: Hain
- 2008: Heuersdorf (Taborkirche)
- 1965: Königsaue (ev. Kirche)
- 1965: Königsaue (kath. Kirche)
- 1961: Köttichau
- 1968: Kreudnitz
- 1953: Leesen
- 1989: Lössen, Buschnaukirche
- 1962: Lützkendorf
- 1981: Magdeborn
- 1967: Möckerling
- 1957: Mutschau
- 1948: Nachterstedt
- 1957: Naundorf (Geiseltal)
- 1980: Niemegk
- 1975: Paupitzsch
- 1949: Pirkau
- 1956: Rüben
- 1930: Runstedt
- 1955: Ruppersdorf
- 1997: Schwerzau
- 1988: Seelhausen
- 1980: Steingrimma
- 1963: Stöntzsch
- 1964: Trachenau
- 1992: Werbelin
- 1957: Wernsdorf (Geiseltal)
- 1941: Witznitz
- 1955: Wuitz
- 1958: Zehmen
- 1942: Zeschwitz
- 1970: Zöbigker
- 1968: Zorbau

Noch zur DDR-Zeit geplant, wurde das Dorf Werbelin mit seiner Kirche im Jahr 1992 für den 1976 erschlossenen Tagebau Delitzsch-Südwest abgerissen. Der Abriss brachte keinen Nutzen, da der Tagebau bereits 1993 außer Betrieb ging. Der Boden, auf dem das Dorf stand, wurde nicht mehr abgebaggert.
Im südlichen Sachsen-Anhalt wurden für den Braunkohlenabbau insbesondere durch den Tagebau Profen zwischen 1951 und 2009 und am Geiseltal zwischen 1931 und 1975 zahlreiche Kirchdörfer devastiert. In Anhalt wurde im Jahr 1935 die Verlegung des Dorfes Edderitz für die Erweiterung der Braunkohlengrube Leopold beschlossen, wofür man auch die Kirche schloss und abriss, nachdem man die neue Kirche im nach Norden verlegten Dorf erbaut hatte. Bei Aschersleben wurden in Königsaue eine evangelische und eine katholische Kirche devastiert, von denen jeweils nur die Glocken erhalten blieben, und Nachterstedt, wo von 2007 bis 2014 eine Boje an den einstigen Kirchenstandort erinnerte, der sich heute im Concordiasee befindet.
In Niedersachsen wurden bei Helmstedt mehrere Dörfer samt Kirche beseitigt. Dazu zählen Büddenstedt (Kirche 1943 gesprengt), Wulfersdorf (Abriss der Kirche 1944), Runstedt (Schließung und Abriss der Kirche 1964) und Alversdorf (Schließung und Abriss der Kirche 1972).
Die 1938 erfolgte Schließung, Teilsprengung und der nachfolgende Abriss der Kirche St. Matthäus in München wurde mit dem Bau einer U-Bahn-Linie begründet, der sie im Weg sei, hatte aber neben wirtschaftlichen Interessen auch andere Hintergründe, die von der Verbesserung des Transportwesens bis hin zu ideologischen Motiven reichen. Fünfzehn Jahre später wurde ein Ersatzneubau vollendet.

### Kirchenschließungen
Seit den 1980er Jahren ging die Zahl der Kirchenmitglieder in der Bundesrepublik Deutschland sowie der Deutschen Demokratischen Republik aus verschiedenen Ursachen zurück, auch die verbliebenen Kirchenmitglieder besuchten seltener die Gottesdienste. Nach dem Beitritt der Länder der DDR zum Geltungsbereich des Grundgesetzes änderte sich das nicht.
Der Rückgang der Mitgliederzahl hat auch organisatorische Folgen. Durch die Schaffung neuer Organisationsformen wie pastoralen Räumen werden Funktionen zusammengelegt und Personal- und Sachkosten gespart. Inzwischen sind zudem viele der in großer Zahl entstandenen und in Betonbauweise errichteten Kirchenbauten aus der Nachkriegszeit sanierungsbedürftig. Instandsetzungen sind meist kostenaufwendig, gleichzeitig fehlen die hierfür nötigen Finanzmittel bei nur noch geringer Nutzung des Kirchengebäudes.
Ebenfalls in den Kontext der Kirchenschließungen gehören Klosterkirchen. Fast alle Orden und Kongregationen erleben derzeit eine starke Überalterung durch das weitgehende Ausbleiben von Neueintritten. Somit mussten und müssen zahlreiche Klöster aufgegeben werden, einschließlich der zugehörigen Kirchen, die zuvor teilweise auch der Öffentlichkeit zugänglich waren.
Die Evangelische Kirche in Mitteldeutschland (EKM) hat nach eigenen Angaben seit 1990 elf Kirchen aufgegeben, fünf davon in Thüringen. Der Anteil einsturzgefährdeter, baupolizeilich gesperrter und damit unbenutzbarer Kirchen in der EKM liegt nach eigenen Angaben unter einem Prozent (also < 39). In Niedersachsen wurden innerhalb der Evangelisch-lutherischen Landeskirche Hannovers zwischen dem Jahr 2000 und dem Jahr 2021 insgesamt 20 Kirchen und Kapellen entwidmet, was etwas mehr als ein Prozent der seitdem bestehenden 1395 Kirchen und 261 Kapellen bedeutete. Deutlich höher liegt im selben Bundesland die Prozentzahl in den katholischen Bistümern. Allein im Bistum Hildesheim wurden seit dem Jahr 2000 65 Kirchen profaniert, so dass nur noch 399 Kirchen bestehen blieben. Im Bistum Osnabrück reduzierte sich die Zahl im selben Zeitraum um 11 auf 294 Kirchen und im Offizialatsbezirk Oldenburg um 9 auf 39 Pfarrkirchen und 77 Filialkirchen.

### Kirchenabrisse
Deutschlandweit wurden nach Angaben der Evangelischen Kirche in Deutschland (EKD) zwischen 1990 und 2014 insgesamt 102 Gotteshäuser abgerissen. 262 weitere wurden in dieser Zeit verkauft. Im gleichen Zeitraum gab es laut EKD 387 Kirchen-Neubauten und 160 -Zukäufe.
In der katholischen Kirche sind laut Deutscher Bischofskonferenz seit Anfang des 20. Jahrhunderts bundesweit 366 Kirchen entwidmet worden; davon wurden 84 bisherige Kirchen verkauft und 88 abgerissen.

### Denkmalschutz
Vornehmlich in den von Schrumpfungsprozessen gezeichneten Gebieten in Ost- und Mitteldeutschland, aber auch in westdeutschen Regionen, wie z. B. im Ruhrgebiet, geben Diözesen, Landeskirchen oder einzelne Gemeinden Kirchengebäude auf, lassen sie entwidmen oder profanieren. Es ist eine gesellschaftliche Frage, wie viele bzw. welche Kirchen man als kulturelles Erbe rezipiert, zum Denkmal erklärt und für folgende Generationen erhält. Kirchen konkurrieren hier mit anderen alten Gebäuden, z. B. Industriedenkmälern. Seit Ende der 1990er Jahre reichen die finanziellen Mittel der Denkmalpflege nicht mehr aus, um sie vor dem Verfall zu bewahren. Die Profanierung von Sakralbauten, etwa zu Kulturkirchen, Konzertsälen, Museen, Bibliotheken oder durch Einbindung in den Wohnungsbau, ist deshalb eine Chance, städtebauliche Dominanten und gemeinschaftliche Bezugspunkte langfristig zu bewahren. Dies setzt allerdings voraus, dass für eine solche neue Funktion ein ausreichender Bedarf besteht; so sind etwa in Großstädten oftmals bereits genügend Räume für kulturelle Veranstaltungen vorhanden, in Gebieten mit Bevölkerungsrückgang wird kein zusätzlicher Wohnraum benötigt usw. Das Kirchengebäude als Ort der Gemeinde steht dabei in einem Spannungsverhältnis zwischen Veränderungswünschen der Kirche, Nachfrage für eine neue Nutzung und Erhaltungsansprüchen der Denkmalbehörde.
Während die Erhaltung mittelalterlicher oder barocker Kirchen sowie Bauten des Historismus in der Öffentlichkeit weitgehend akzeptiert ist, werden Bauten der Nachkriegszeit vielfach von der Allgemeinheit als nicht erhaltenswert angesehen, da sich mit dem Begriff des Denkmals landläufig ein hohes Alter verbindet und auch ihr künstlerischer Wert mitunter verneint wird. Häufig besteht bei Kirchenbauten in seinerzeit neu angelegten Stadtvierteln auch keine über Generationen gewachsene Verbindung der Bevölkerung mit „ihrer“ Kirche, wie es bei älteren Bauten in ländlichen Gemeinden der Fall ist. Da aber gerade Nachkriegsbauten häufig von Schließungen betroffen sind und kostspielige Sanierungen benötigen, ist es eine besondere Herausforderung für die Verantwortlichen, den Denkmalwert auch dieser Bauten zu vermitteln, da ansonsten ein ganzes Kapitel der Architekturgeschichte verloren gehen könnte.
Selbst wo es gelingt, ein profaniertes Kirchengebäude durch Umnutzung zu erhalten, sind dafür in der Regel erhebliche Eingriffe in die Bausubstanz notwendig: Erfolgt beispielsweise der Einbau von Wohnungen oder Büroräumen, so geht durch die notwendigen Zwischendecken und -wände der ehemalige Innenraum meist weitgehend verloren. Hier stellt sich oftmals die Frage, inwieweit die Umnutzung überhaupt noch einen Erhalt des Gebäudes bewirkt hat oder ob sie im Ergebnis nicht fast schon einem Abbruch und einer Neubebauung des Grundstücks entspricht, insbesondere wenn auch Eingriffe ins Äußere des Gebäudes und erhebliche Veränderungen in der Umgebung (z. B. Errichtung weiterer Gebäude auf dem zu der ehemaligen Kirche gehörenden Außengelände) vorgenommen werden. Dies ist insbesondere der Fall, wenn die Umnutzung unter vorwiegend wirtschaftlichen Gesichtspunkten erfolgt und eine möglichst hohe Rendite erwirtschaftet werden muss.

### Pietät
Neben dem künstlerischen bzw. historischen Wert eines Kirchengebäudes spielt auch die Frage der Pietät eine Rolle. Zwar ist nach der Vorstellung der katholischen Kirche eine profanierte Kirche ein gewöhnliches Gebäude, das somit ohne Verstoß gegen Glaubensregeln für einen anderen Zweck verwendet werden kann; jedoch wird in den bischöflichen Dekreten über die Profanierung einer Kirche meist auch gefordert, dass das Gebäude einer „nicht unwürdigen Bestimmung“ zugeführt werden soll. Auch von den Gläubigen wird eine angemessene Weiterverwendung meist gewünscht, eine dem Charakter eines ehemaligen religiösen Ortes widersprechende Verwendung (z. B. als Nachtlokal) dagegen abgelehnt. Die praktische Umsetzung solcher Forderungen erscheint jedoch schwierig, da zwar bei einem Verkauf eine angemessene Lösung mit dem Käufer vereinbart werden kann, bei einem erneuten Eigentümerwechsel aber (außer der selten angewandten Form einer im Grundbuch eingetragenen Reallast) wenig rechtliche Handhabe mehr besteht. Der Bonner Liturgiewissenschaftler Albert Gerhards weist darauf hin, auch den „immateriellen Wert“ anzuerkennen, den die Kirche für die am Ort ansässigen Menschen darstelle; er nennt Kirchen „identitätsstiftende Raummarken“, die nicht selten stadtteilprägend seien.
Im weiteren Sinne betrifft dies auch die Ausstattung eines Kirchengebäudes, da geweihte Gegenstände oder Reliquien grundsätzlich entfernt werden müssen; es stellt sich dann jedoch die Frage nach einer angemessenen Aufbewahrung solcher Stücke. Die bischöflichen Dekrete nennen hier meist eine Verwendung im ursprünglichen Sinne an anderer Stelle; doch ist z. B. der Bedarf an Altären für andere Kirchengebäude in der Regel nur gering, zumal bei den wenigen noch entstehenden Kirchenneubauten meist auch eine zur Architektur passende Ausstattung neu entworfen und angefertigt wird. Auch eine Deponierung von Ausstattungsstücken in kirchlichen Museen ist, besonders bei großen und empfindlichen Objekten wie Bleiglasfenstern, nicht nur kostenaufwendig (Dokumentation, sachgerechter Ausbau, dauerhafte und sichere Verpackung, Transport usw.), sondern verursacht in den meist ohnehin bereits gefüllten Museumsdepots erhebliche Platzprobleme. Das Bistum Münster beispielsweise benötigte im Jahre 2020 fünf Depots zur Lagerung des Inventars geschlossener Kirchen. Ein Verkauf über den Kunsthandel erscheint unter den angesprochenen Pietätsaspekten problematisch, zumal auch keine große Nachfrage nach sakraler Kunst der Nachkriegsmoderne besteht. Man wird auch entscheiden müssen, welche Objekte aufgrund ihrer Qualität ohnehin nicht veräußert werden sollten, sondern als bedeutende Zeugnisse ihrer Epoche aufbewahrt werden müssten. In einigen Fällen werden Ausstattungsstücke exportiert und an ausländische Gemeinden abgegeben, wobei auch hier die vorgenannte Frage zu stellen ist. Es gibt Firmen, die auf den Verkauf von gebrauchten Kirchenorgeln spezialisiert sind; da diese Instrumente auch im profanen Bereich Verwendung finden können, sind sie allerdings nur bedingt mit ausschließlich sakralen Objekten vergleichbar.

### Auflistungen geschlossener Kirchen
Vorbemerkung
Aus kirchlicher Sicht hat die Nachnutzung einer Kirche Priorität. Dabei wird eine katholische Kirche profaniert, eine evangelische Kirche entwidmet, sodass das Gebäude danach nicht mehr als Gotteshaus gilt.
Die Listen enthalten Ende 2024 433 entwidmete Kirchen der EKD und 923 profanierte Kirchen der Römisch-katholische Kirche.

#### Baptisten
- Göttingen, Baptistenkirche: 1902–1906 erbaut, 1984 geschlossen (Grund: Neubau der Kirche auf einem gegenüberliegenden Grundstück), Umbau zum Kino.[52]

#### Evangelische Kirche in Deutschland
- Landeskirche Anhalts: Liste entwidmeter Kirchen in der Evangelischen Landeskirche Anhalts
- Landeskirche in Baden: Evangelische Landeskirche in Baden #Schließungen von Kirchen
- Landeskirche in Bayern: Liste entwidmeter Kirchen in der Evangelisch-Lutherischen Kirche in Bayern
- Kirche Berlin-Brandenburg-schlesische Oberlausitz: Liste entwidmeter Kirchen in der Evangelischen Kirche Berlin-Brandenburg-schlesische Oberlausitz
- Landeskirche in Braunschweig: Evangelisch-lutherische Landeskirche in Braunschweig #Schließungen von Kirchen
- Bremische Evangelische Kirche: Gemeindezentrum Ellener Brok (Osterholz (Bremen)): 2015 geschlossen,[53] 2017 abgerissen; Holzkirche Schönebeck: 2023 entwidmet
- Landeskirche Hannovers: Liste entwidmeter Kirchen in der Evangelisch-lutherischen Landeskirche Hannovers
- Kirche in Hessen und Nassau: Liste entwidmeter Kirchen in der Evangelischen Kirche in Hessen und Nassau
- Kirche von Kurhessen-Waldeck: Kirche Altenvers;[54] Alte Kirche Bürgeln; Alte Kirche Großenenglis; Alte Kirche Niederweimar; Stadtallendorf, Herrenwaldkirche: 2013 entwidmet[55]; Alte Kirche Weißenbach
- Kirche in Mitteldeutschland: Liste entwidmeter Kirchen in der Evangelischen Kirche in Mitteldeutschland
- Landeskirche in Norddeutschland: Liste entwidmeter Kirchen in der Evangelisch-Lutherischen Kirche in Norddeutschland
- Kirche in Oldenburg: Nordenham-Einswarden, Friedenskirche: 1978 erbaut, 2013 entwidmet[56]
- Kirche im Rheinland: Liste entwidmeter Kirchen in der Evangelischen Kirche im Rheinland
- Landeskirche Sachsens: Liste entwidmeter Kirchen in der Evangelisch-Lutherischen Landeskirche Sachsens
- Kirche von Westfalen: Liste entwidmeter Kirchen in der Evangelischen Kirche von Westfalen
- Landeskirche in Württemberg: Evangelische Landeskirche in Württemberg #Schließungen von Kirchen

#### Evangelisch-methodistische Kirche
- Gelenau/Erzgeb., Kirche: 1907 eingeweiht, heute als DDR-Museum genutzt[57]
- Pfeffingen (Albstadt), Pauluskirche: 1955 eingeweiht, am 30. Juli 2023 entweiht.[58]
- Stuttgart, Auferstehungskirche: am 11. September 1879 eingeweiht, seit 2010 nicht mehr kirchlich genutzt, Ende März 2013 abgerissen
- Thum, Friedenskirche: in den 1950er Jahren erbaut, entwidmet 2014 abgerissen[59]

#### Katholisch-apostolische Gemeinden
- Werben (Spreewald), Kapelle: 1893/94 erbaut von der Gemeinde, 2. September 1894 eröffnet, 18. Dezember 1994 letzter Gottesdienst, 1995 an einen privaten Erwerber verkauft und zu einem Wohnhaus umgebaut[60]

#### Römisch-katholische Kirche
- Bistum Aachen: Liste der profanierten Kirchen im Bistum Aachen
- Bistum Augsburg: Liste profanierter Kirchen im Bistum Augsburg
- Erzbistum Bamberg: Liste profanierter Kirchen im Erzbistum Bamberg
- Erzbistum Berlin: Liste der profanierten Kirchen im Erzbistum Berlin
- Bistum Dresden-Meißen: Liste profanierter Kirchen im Bistum Dresden-Meißen
- Bistum Eichstätt: Liste profanierter Kirchen im Bistum Eichstätt
- Bistum Erfurt: Liste profanierter Kirchen im Bistum Erfurt
- Bistum Essen: Liste profanierter Kirchen im Bistum Essen
- Erzbistum Freiburg: Liste profanierter Kirchen im Erzbistum Freiburg
- Bistum Fulda: Liste profanierter Kirchen im Bistum Fulda
- Bistum Görlitz: Liste profanierter Kirchen im Bistum Görlitz
- Erzbistum Hamburg: Liste profanierter Kirchen im Erzbistum Hamburg
- Bistum Hildesheim: Liste der profanierten Kirchen im Bistum Hildesheim
- Erzbistum Köln: Liste profanierter Kirchen im Erzbistum Köln
- Bistum Limburg: Liste der profanierten Kirchen im Bistum Limburg
- Bistum Magdeburg: Liste profanierter Kirchen im Bistum Magdeburg
- Bistum Mainz: Liste der profanierten Kirchen im Bistum Mainz
- Erzbistum München und Freising: St. Josef (Holzkirchen) (von 1962), Allerheiligen-Hofkirche, Augustinerkirche (München), Frauenkircherl, Karmelitenkirche (München), St. Benedikt in Ebenhausen (Schäftlarn)
- Bistum Münster: Liste der profanierten Kirchen im Bistum Münster
- Bistum Osnabrück: Liste profanierter Kirchen im Bistum Osnabrück
- Erzbistum Paderborn: Liste der profanierten Kirchen im Erzbistum Paderborn
- Bistum Passau: Liste profanierter Kirchen im Bistum Passau
- Bistum Regensburg: Liste profanierter Kirchen im Bistum Regensburg
- Diözese Rottenburg-Stuttgart: Liste profanierter Kirchen in der Diözese Rottenburg-Stuttgart
- Bistum Speyer: Liste profanierter Kirchen im Bistum Speyer
- Bistum Trier: Liste profanierter Kirchen im Bistum Trier
- Bistum Würzburg: Liste profanierter Kirchen im Bistum Würzburg

## Kirchen außerhalb Deutschlands

### Österreich
- Linz: Kapuzinerkirche (Linz), 2016 profaniert, Nachnutzung offen
- Steyr: Alte Pfarrkirche Münichholz, Ende 1960er Jahre profaniert, Ersatz durch Neue Pfarrkirche Münichholz
- Korneuburg: Augustinerkirche (Korneuburg), 2023 profaniert.
- Neue Pfarrkirche Feldkirch-Tosters (alte Kirche 1976 abgerissen und durch Neubau ersetzt, alter Turm blieb stehen)
- Pfarrkirche Göfis (alte Kirche ab 1972 abgerissen und durch Neubau ersetzt, alter Turm und Chor in Neubau integriert)

### Schweiz
- Härkingen: Römisch-katholische Pfarrkirche St. Johann der Täufer, 1754 erbaut, profaniert, Nachnutzung vom Verein Alte Kirche Härkingen für Veranstaltungen[61]

### Vereinigtes Königreich
- Dolgellau, Bethel Chapel: geschlossen, Nachnutzung als Gaststätte.[62]
- Machynlleth, Kapelle: 1880 erbaut, in den 1980er Jahren zum MOMA Machynlleth (Museum für moderne Kunst) umgebaut.
- Treherbert (Rhondda Cynon Taf, Wales), St. Albans: 1899 erbaut, Nachnutzung als Ferienhaus.[63]

## Dokumentarfilm
- Gotteshäuser zu verkaufen – Kirchenschließungen zwischen Verlust und Chance. Dokumentation der Volkskundlichen Kommission für Westfalen und des LWL-Medienzentrum für Westfalen, Deutschland 2011, circa 47 Min., ISBN 978-3-939974-18-5 (DVD mit ROM-Teil)